# Guadalupe Trigo
José Alfonso Ontiveros Carrillo (Mérida, Yucatán, 28 de junio de 1941-Acapulco de Juárez, 18 de marzo de 1982), conocido como Guadalupe Trigo, fue un guitarrista, cantante y compositor mexicano.

## Biografía y carrera
Nació el 28 de junio de 1941 en la ciudad de Mérida. A los 6 años de edad, se mudó con su familia a Ciudad de México. Años más tarde se graduó de licenciado en derecho en la Universidad de Yucatán. 
Su obra como compositor se vinculó al movimiento de la nueva canción latinoamericana. En 1972, su encuentro con el guitarrista y compositor Roque Carbajo creó el sonido Trigo, basado en el trabajo guitarrístico. A partir de esa colaboración surgieron las producciones Poetas y lugares donde rinde homenaje a poetas como Pablo Neruda y Nicolás Guillén, así como a lugares emblemáticos y románticos de su nativo México. También grabó El canto de los pueblos; colaboraciones con poetas como Inocencio Burgos y Jaime Sabines donde ilustró el México de la revolución. El conjunto de Guadalupe Trigo estuvo constituido por su esposa Viola (voz), Roque Carbajo (guitarra), Víctor Ruiz Pasos (bajo) y Alonso Cámara (jarana y vihuela). Con ellos, Guadalupe Trigo realizó presentaciones en México, Venezuela y República Dominicana.
Algunos títulos de sus canciones son: Mi ciudad, Acostúmbrate, La milpa de Valerio, María Madrugada, México 1900 siempre, Te lo juro corazón, Ven chatita, En el nombre de dios, Pajarero, Veloz, Plaza coyoacanera, El último poeta y Compañero.
En vida recibió reconocimientos como el Trofeo El Heraldo y el Tummy de Oro en Perú, ambos en el año 1972. También participó en festivales como el Nueva Onda celebrado en Caracas en 1973; Siete Días con el Pueblo en Santo Domingo, en el año 1974; y el festival La Rábida en Huelva en 1976. 

### Muerte
Trigo falleció en un accidente de automóvil camino a Acapulco de Juárez el 18 de marzo de 1982.